# Veneciafrenia
Veneciafrenia es una película slasher española de 2022, dirigida por Álex de la Iglesia y coescrita por él mismo junto a Jorge Guerricaechevarría. Tiene como protagonistas a Ingrid García-Jonsson, Silvia Alonso, Goize Blanco, Alberto Bang, Cosimo Fusco y Armando de Razza. El film sigue a un grupo de turistas que llegan a Venecia y uno por uno comienzan a ser atacados por un misterioso asesino vestido como un arlequín . Es la primera de una serie de películas de terror producidas por Álex de la Iglesia y Carolina Bang con el sello de «The Fear Collection» y con la colaboración de Amazon Studios y Sony Pictures. La cinta fue estrenada el 22 de abril de 2022, y recibió críticas mayormente positivas por parte del público, las cuales elogian su sangrienta y oscura temática.

## Sinopsis
Un grupo de treintañeros españoles llega en viaje de turismo a Venecia, donde uno a uno empiezan a desaparecer. Ante el misterio del paradero de uno de ellos, los demás emprenden la búsqueda, y lo que era un grupo de amigos muy unidos, se va resquebrajando.

## Reparto
- Ingrid García-Jonsson como Isa
- Silvia Alonso como Susana
- Goize Blanco como Arantza
- Nicolás Iloro como Javi
- Alberto Bang como José
- Cosimo Fusco como Dottore
- Enrico Lo Verso como Giacomo
- Armando de Razza como Brunelli
- Caterina Murino como Claudia
- Nico Romero como Alfonso
- Alessandro Bressanello como Colonna
- Giulia Pagnacco como Gina

## Producción
A mediados de 2020, la productora de Álex de la Iglesia y Carolina Bang, Pokeepsie Films, anunció que se encontraba trabajando en la preparación de una serie de películas de terror, producidas por ellos mismos, con la colaboración de Amazon Studios y Sony Pictures y dirigidas por varios cineastas españoles interesados en los filmes de terror. Esta serie de películas fueron nombradas con el sello «The Fear Collection». En octubre de 2020 comenzó el rodaje de la primera de esta serie de películas, dirigida por el propio Álex de la Iglesia, con el nombre de 'Veneciafrenia'.